# اداره هنرهای دراماتیک
اداره هنرهای دراماتیک در سال ۱۳۳۶ توسط مهدی فروغ و همکاری رکن‌الدین خسروی بنیان نهاده شد. بعدها به دو مرکز دانشکده هنرهای دراماتیک و اداره برنامه‌های تئاتر تقسیم شد. این اداره بعدها به اداره برنامه‌ریزی و تولید تئاتر حرفه ای تغییر نام داد.

## مدیران
مدیران این مرکز از ابتدا تاکنون عبارت بوده‌اند از:
مهدی فروغ، عظمت ژانتی، علی نصیریان، جمشید مشایخی، مجید جعفری، هوشنگ توکلی، نورالله حسین خانی، محمد امین، برزو عیوضی، مجید جهان تاب، نورالله حسین خانی، امیر لواسانی، محمود عزیزی، مرتضی حاج محمدی، خسرو شجاع زاده، داود فتحعلی بیگی، مهرداد بیات، محمود فرهنگ، مریم معترف